# Nicolas Sisombath
Pas d'image ? Cliquez ici

a Compétitions nationales et continentales officielles uniquement.

b Matchs officiels uniquement.
Dernière mise à jour le 3 mai 2018.
Nicolas Sisombath est un joueur de rugby à XV franco-laotien, né le 25 février 1984, qui évolue au poste de talonneur (1,78 m pour 102 kg).

## Carrière
- 1995-1997 :  Toulouse Athletic Club
- 1997-2005 :  Stade toulousain
- 2004-2006 :  US Montauban
- 2006-2008 :  Tarbes PR
- 2008-2009 :  RC Carqueiranne-Hyères
- 2009-2011 :  Limoges rugby
- 2011-2012 :  CA Périgueux
- 2012-? :  US Bergerac
- 2016-2017 :  UA Libourne
- 2017-2018 :  US Bergerac
- 2018- :  US Marmande

## Palmarès

### En club
- Champion de France Minimes : champion en 1999 (Stade toulousain)
- Champion de France Cadets : champion en 2000 (Stade toulousain)
- Pro D2 : champion en 2006 (US Montauban)
- Fédérale 3 : champion en 2013 (US Bergerac)

### En sélection
- International français -18 ans
- International Laotien (XV et 7)
- Champion 5 nations Asie (Division 5)